# Olympische Winterspiele 1998/Shorttrack
Bei den XVIII. Olympischen Spielen 1998 in Nagano fanden sechs Wettbewerbe im Shorttrack statt. Austragungsort war das Stadion White Ring.

## Bilanz

### Medaillenspiegel
| Platz | Land                | Gold | Silber | Bronze | Gesamt |
| ----- | ------------------- | ---- | ------ | ------ | ------ |
| 1     | Südkorea            | 3    | 1      | 2      | 6      |
| 2     | Kanada              | 2    | –      | 2      | 4      |
| 3     | Japan               | 1    | –      | 1      | 2      |
| 4     | Volksrepublik China | –    | 5      | 1      | 6      |

### Medaillengewinner
| Konkurrenz     | Gold                                                            | Silber                                                       | Bronze                                                   |
| -------------- | --------------------------------------------------------------- | ------------------------------------------------------------ | -------------------------------------------------------- |
| 500 m          | Takafumi Nishitani                                              | An Yulong                                                    | Hitoshi Uematsu                                          |
| 1000 m         | Kim Dong-sung                                                   | Li Jiajun                                                    | Éric Bédard                                              |
| 5000 m Staffel | Kanada Éric Bédard Derrick Campbell François Drolet Marc Gagnon | Südkorea Chae Ji-hoon Kim Dong-sung Lee Ho-eung Lee Jun-hwan | Volksrepublik China An Yulong Feng Kai Li Jiajun Yuan Ye |

| Konkurrenz     | Gold                                                         | Silber                                                                 | Bronze                                                                  |
| -------------- | ------------------------------------------------------------ | ---------------------------------------------------------------------- | ----------------------------------------------------------------------- |
| 500 m          | Annie Perreault                                              | Yang Yang (S)                                                          | Chun Lee-kyung                                                          |
| 1000 m         | Chun Lee-kyung                                               | Yang Yang (S)                                                          | Won Hye-kyung                                                           |
| 3000 m Staffel | Südkorea An Sang-mi Chun Lee-kyung Kim Yoon-mi Won Hye-kyung | Volksrepublik China Sun Dandan Wang Chunlu Yang Yang (A) Yang Yang (S) | Kanada Christine Boudrias Isabelle Charest Annie Perreault Tania Vicent |

## Ergebnisse Männer

### 500 m
| Platz | Land | Sportler           | Zeit (s) |
| ----- | ---- | ------------------ | -------- |
| 1     | JPN  | Takafumi Nishitani | 42,862   |
| 2     | CHN  | An Yulong          | 43,022   |
| 3     | JPN  | Hitoshi Uematsu    | 43,713   |
| 4     | CAN  | Marc Gagnon        | 75,605   |
| 5     | KOR  | Chae Ji-hoon       | 42,832   |
| 6     | NED  | Dave Versteeg      | 42,933   |
| 7     | USA  | Andy Gabel         | 43,072   |
| 8     | KOR  | Kim Dong-sung      | 43,090   |
|       |      |                    |          |
| 23    | GER  | Arian Nachbar      | 44,882   |

Datum: 21. Februar 1998

### 1000 m
| Platz | Land | Sportler       | Zeit (min) |
| ----- | ---- | -------------- | ---------- |
| 1     | KOR  | Kim Dong-sung  | 1:32,375   |
| 2     | CHN  | Li Jiajun      | 1:32,428   |
| 3     | CAN  | Éric Bédard    | 1:32,660   |
| 4     | USA  | Andy Gabel     | 1:33,518   |
| 5     | JPN  | Naoya Tamura   | 1:32,927   |
| 6     | ITA  | Fabio Carta    | 1:33,015   |
| 8     | KOR  | Lee Jun-hwan   | 1:33,131   |
| 8     | GBR  | Matthew Jasper | 1:34,285   |
|       |      |                |            |
| 19    | GER  | Arian Nachbar  | 1:32,493   |

Datum: 17. Februar 1998

### 5000 m Staffel
| Platz | Land | Sportler                                                         | Zeit (min) |
| ----- | ---- | ---------------------------------------------------------------- | ---------- |
| 1     | CAN  | Éric Bédard Derrick Campbell François Drolet Marc Gagnon         | 7:06,075   |
| 2     | KOR  | Chae Ji-hoon Lee Ho-eung Lee Jun-hwan Kim Dong-sung              | 7:06,776   |
| 3     | CHN  | An Yulong Feng Kai Li Jiajun Yuan Ye                             | 7:11,559   |
| 4     | ITA  | Michele Antonioli Maurizio Carnino Fabio Carta Diego Cattani     | 7:15,212   |
| 5     | JPN  | Takehiro Kodera Yugo Shinohara Naoya Tamura Satoru Terao         | 7:01,660   |
| 6     | USA  | Eric Flaim Andy Gabel Tommy O’Hare Rusty Smith                   | 7:02,014   |
| 7     | GBR  | Dave Allardice Nicky Gooch Matthew Jasper Matthew Rowe           | 7:06,462   |
| 8     | AUS  | Steven Bradbury Richard Goerlitz Kieran Hansen Richard Nizielski | 7:15,907   |

Datum: 21. Februar 1998

## Ergebnisse Frauen

### 500 m
| Platz | Land | Sportlerin       | Zeit (s) |
| ----- | ---- | ---------------- | -------- |
| 1     | CAN  | Annie Perreault  | 46,568   |
| 2     | CHN  | Yang Yang (S)    | 46,627   |
| 3     | KOR  | Chun Lee-kyung   | 46,335   |
| 4     | KOR  | Choi Min-kyung   | 46,504   |
| 5     | ITA  | Mara Urbani      | 46,687   |
| 6     | JPN  | Ikue Teshigawara | 46,889   |
| 7     | CAN  | Isabelle Charest | 44,991   |
| 8     | CHN  | Wang Chunlu      | 45,655   |
|       |      |                  |          |
| 20    | GER  | Yvonne Kunze     | 46,887   |
| 31    | GER  | Susanne Busch    | 90,607   |

Datum: 19. Februar 1998

### 1000 m
| Platz | Land | Sportlerin       | Zeit (min) |
| ----- | ---- | ---------------- | ---------- |
| 1     | KOR  | Chun Lee-kyung   | 1:42,776   |
| 2     | CHN  | Yang Yang (S)    | 1:43,343   |
| 3     | KOR  | Won Hye-kyung    | 1:43,361   |
| 4     | USA  | Amy Peterson     | 1:37,348   |
| 5     | JPN  | Ikue Teshigawara | 1:37,693   |
| 6     | KOR  | Kim Yoon-mi      | 1:37,777   |
| 7     | CAN  | Isabelle Charest | 1:37,183   |
| 8     | CHN  | Yang Yang (A)    | DSQ        |
|       |      |                  |            |
| 20    | GER  | Susanne Busch    | 1:38,379   |
| 24    | GER  | Yvonne Kunze     | 1:44,870   |

Datum: 21. Februar 1998

### 3000 m Staffel
| Platz | Land | Sportlerinnen                                                       | Zeit (min)    |
| ----- | ---- | ------------------------------------------------------------------- | ------------- |
| 1     | KOR  | An Sang-mi Chun Lee-kyung Kim Yoon-mi Won Hye-kyung                 | 4:16,260 (WR) |
| 2     | CHN  | Sun Dandan Wang Chunlu Yang Yang (A) Yang Yang (S)                  | 4:16,383      |
| 3     | CAN  | Christine Boudrias Isabelle Charest Annie Perreault Tania Vicent    | 4:21,205      |
| 4     | JPN  | Sachi Ozawa Chikage Tanaka Ikue Teshigawara Nobuko Yamada           | 4:30,612      |
| 5     | USA  | Erin Gleason Amy Peterson Erin Porter Cathie Turner                 | 4:26,253      |
| 6     | NED  | Maureen de Lange Melanie de Lange Anke Jannie Landman Ellen Wiegers | 4:26,592      |
| 7     | PRK  | Han Ryon-hui Ho Jong-hae Hwang Ok-sil Jong Ok-myong                 | 4:27,030      |
| 8     | GER  | Susanne Busch Anne Eckner Yvonne Kunze Katrin Weber                 | 4:37,110      |

Datum: 17. Februar 1998